# Siphonammina
Siphonammina es un género de foraminífero bentónico de la familia Hippocrepinidae, de la superfamilia Hippocrepinoidea, del suborden Hippocrepinina y del orden Astrorhizida. Su especie tipo es Siphonammina bertholdii. Su rango cronoestratigráfico abarca el Holoceno.

## Discusión
Clasificaciones previas hubiesen incluido Siphonammina en el suborden Textulariina y en el orden Textulariida o en el Orden Lituolida.

## Clasificación
Siphonammina incluye a la siguiente especie:
- Siphonammina bertholdii